# Risto Karvinen

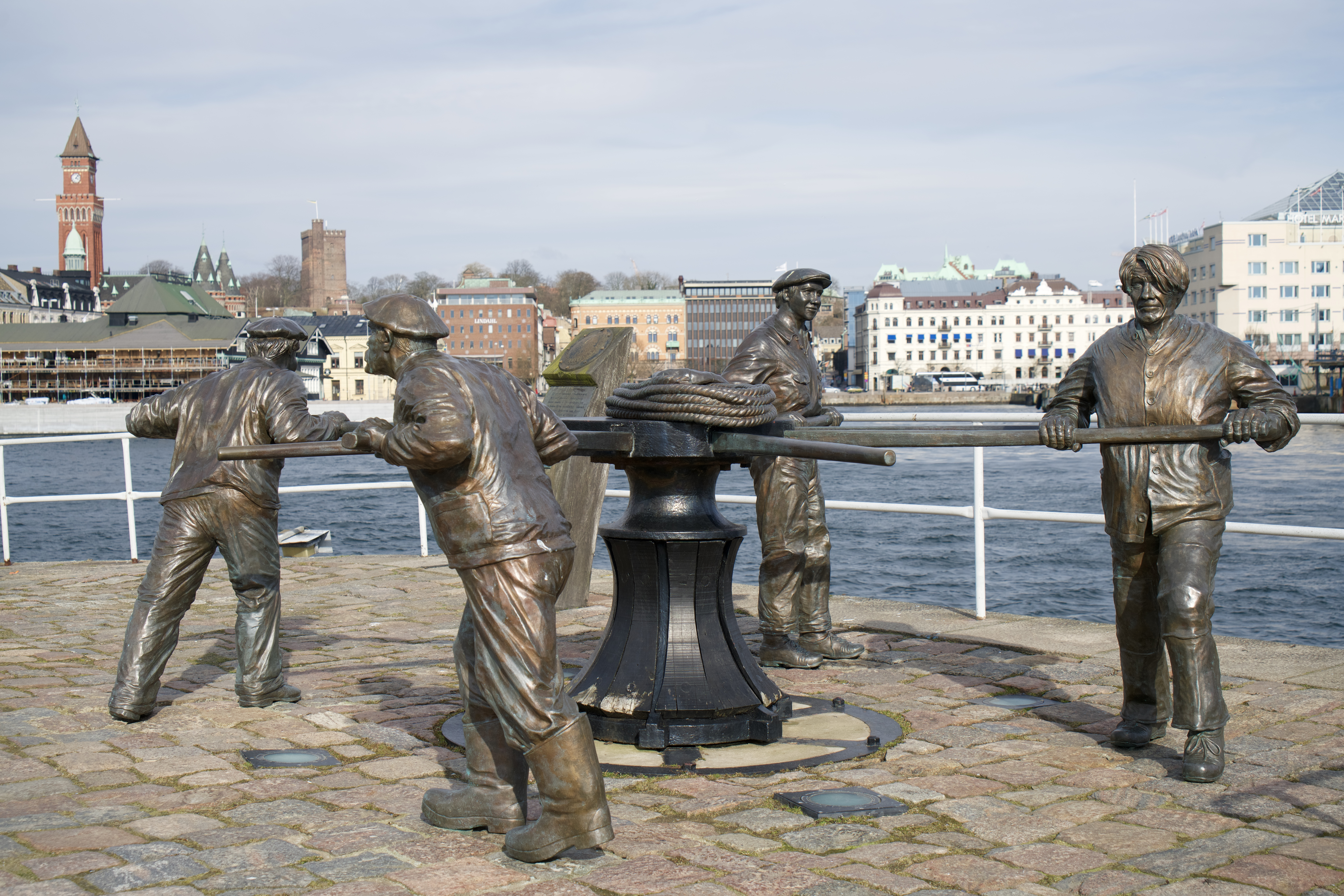
”De fyra träfigurerna som illustrerar dess funktion är utförda av Risto Karvinen 1993–1994.

Risto Kullervo Karvinen, född 29 juli 1945 i Kotka, död 3 augusti 2019 i Helsingborg, var en finländsk skulptör.
Karvinen, som var verksam i bland annat Kanada, gjorde sig känd för sina träskulpturer. På Parapeten vid Norra hamnen står en av Helsingborgs mest originella skulpturer, Karvinens Gångspel. Ett gångspel tillverkat 1865 i Danmark stod just här i hamnen och användes för att med handkraft flytta segelfartyg i hamnen, vilket framgår av en mässingsskylt. De fyra träfigurerna som illustrerar dess funktion utfördes av Karvinen 1993–1994, men han restaurerade senare skulpturen och göt in den i brons.
Karvinen gjorde även skulpturer av två kända HIF:are, Henrik Larsson och Kalle Svensson, och bland annat drottning Kristina på Sofiero